# Eva Heyman

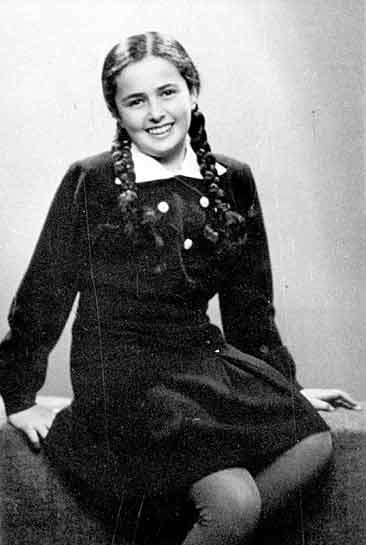
Eva Heyman

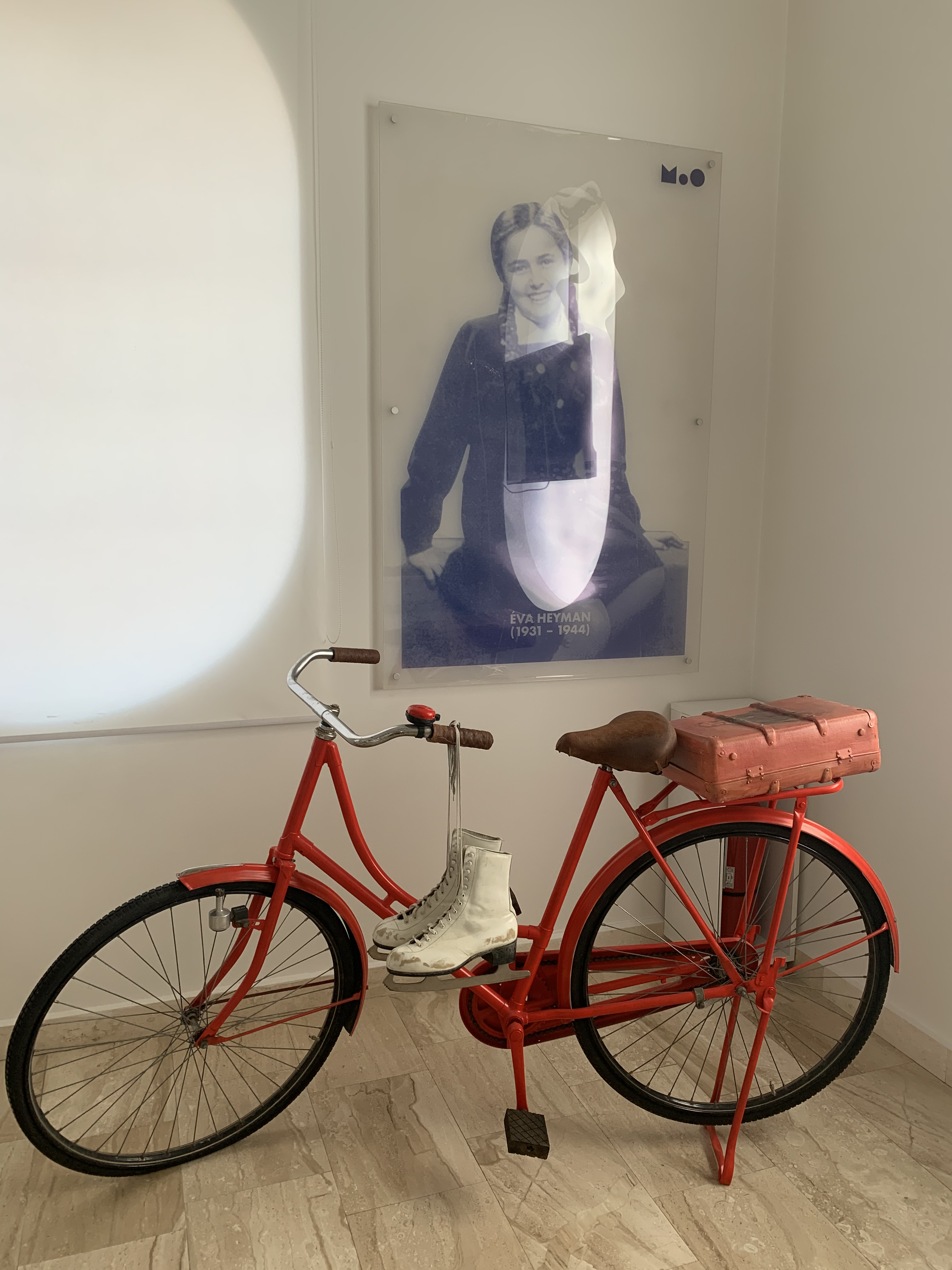
Heymans fiets en schaatsen worden tentoongesteld in het Museum voor Joodse Geschiedenis in Oradea

Eva Heyman (Oradea, 13 februari 1931 - Auschwitz, 17 oktober 1944) was een Joods meisje dat tijdens de Holocaust een dagboek bijhield waarin ze gedetailleerd verslag deed van de omstandigheden waarmee de Joodse gemeenschap te maken kreeg na de inval van Nazi-Duitsland in Hongarije. Het dagboek werd voor het eerst gepubliceerd in 1948.
Heymans dagboek werd in 1948 in het Hongaars gepubliceerd. In 1964 volgde een Hebreeuwse vertaling en in 1974 een Engelse. Het dagboek wordt vaak vergeleken met dat van Anne Frank.

## Biografie
Heyman werd in 1931 geboren in Oradea, dat toentertijd in het koninkrijk van Roemenië lag. Echter, ten tijde van de Tweede Wereldoorlog was het onderdeel van Hongarije geworden en stond de stad bekend onder de Hongaarse naam Nagyvárad. In haar dagboek noemt Heyman de stad "Varad".
Heyman groeide op in een geassimileerd Hongaars-Joods gezin. Haar vader, Béla Heyman, was architect. Haar moeder, Ágnes, was een apotheker. Over haar moeder schreef Heyman dat ze "mooier was dan Greta Garbo". Haar ouders scheidden toen ze nog een jong kind was. Heymans moeder hertrouwde met de socialistische schrijver Béla Zsolt en verhuisde met hem naar Boedapest. Heyman woonde bij haar grootouders van moederskant in Oradea. Tijdens de oorlog werd Heymans moeder gedeporteerd naar Bergen-Belsen. Na de bevrijding van het kamp verhuisde zij naar Zwitserland. Heymans moeder pleegde zelfmoord na de publicatie van het dagboek van haar dochter.
Heyman begon met het schrijven in haar dagboek op haar dertiende verjaardag in 1944, hetzelfde jaar dat Duitsland Hongarije binnenviel. In haar dagboek beschrijft Heyman dat ze zeker weet dat ze door de nazi's vermoord zal worden, nadat haar vriendin Marta tijdens het bloedbad van Kamjanets-Podilsky door de Duitsers werd geëxecuteerd.
Heyman en haar grootouders werden in juni 1944 naar Auschwitz gedeporteerd. Voordat ze vertrok, gaf Heyman haar dagboek in bewaring aan een christelijke vriendin. Bij aankomst in Auschwitz werden Heymans grootouders onmiddellijk vermoord in de gaskamers. Heyman zelf werd door Josef Mengele uitgekozen om medische experimenten te ondergaan. Op 17 oktober 1944 werd ze door Mengele naar de gaskamers gestuurd en vermoord. Ook Heymans vader, Béla, werd in Auschwitz vermoord.

## Eerbetoon en nagedachtenis
In 2012 werd aan de Universiteit van Oradea een onderzoekscentrum geopend voor Joodse geschiedenis dat naar Eva Heyman werd vernoemd.
In 2015 werd in Oradea een standbeeld van Heyman geplaatst ter nagedachtenis aan de Joodse kinderen van de stad die werden vermoord in de Holocaust. Het beeld staat in het park van Bălcescu, van waaruit meer dan 20.000 Joden per trein naar Auschwitz werden gedeporteerd.
In 2017 werd in Roemenië een theatervoorstelling opgevoerd over het leven van Eva Heyman.
In mei van 2019 werd een reeks korte video's die het levensverhaal van Heyman vertelden geüpload naar social media onder de titel Eva Stories. De video's gingen viraal en trokken wereldwijde belangstelling.